# Wallfahrtskirche Oberhautzental

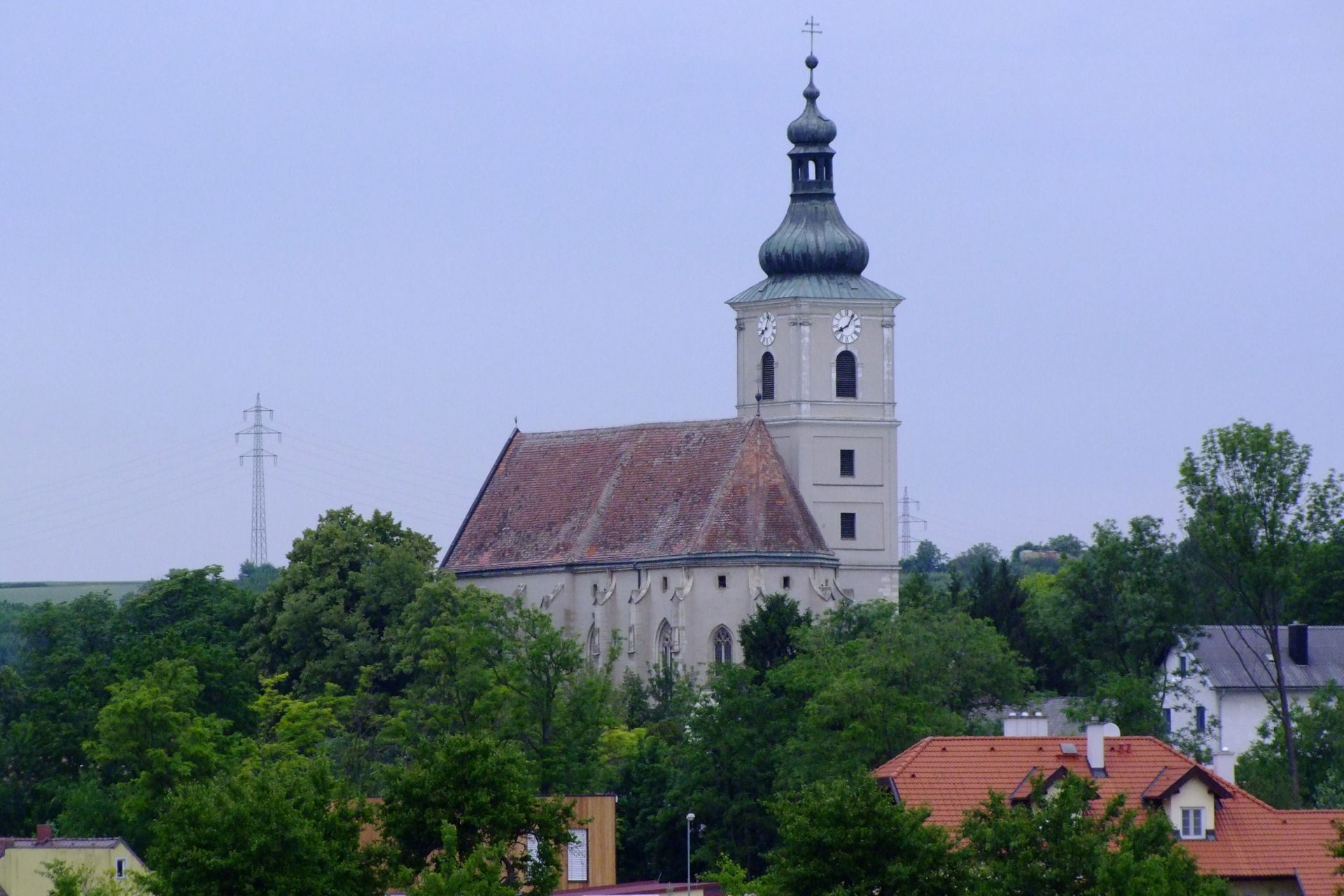
Katholische Pfarr- und Wallfahrtskirche Mariä Himmelfahrt in Oberhautzental

Die römisch-katholische Pfarr- und Wallfahrtskirche Oberhautzental steht erhöht auf einem Hügel im Osten der Ortschaft Oberhautzental der Marktgemeinde Sierndorf in Bezirk Korneuburg in Niederösterreich. Die der Erinnerung an Mariä Himmelfahrt gewidmete Kirche gehört zum Dekanat Stockerau in der Erzdiözese Wien. Sie steht unter Denkmalschutz (Listeneintrag).

## Geschichte
Im Jahr 1333 wurde die Pfarre gegründet.
Der gotische Kirchenbau entstand in der Mitte des 15. Jahrhunderts und wurde 1710 barockisiert.

## Architektur
Der große spätgotische ursprünglich zweischiffige Kirchenbau mit einem Nordturm wurde barock zur Saalkirche verändert.
Langhaus und Chor sind annähernd gleich groß. Die spitzgiebelig verdachten abgetreppten Strebepfeiler sind in ein umlaufendes Kaffgesims einbezogen, der axiale Strebepfeiler der schlichten Westfront sowie das rechts daneben seitlich verschobene profilierte Spitzbogenportal und ein vermauertes zweibahniges Maßwerkfenster sind von der ehemaligen Zweischiffigkeit bestimmt. Die Südwand des Langhauses mit barocken Rundbogenfenstern hat zwischen den mittleren maßwerkgezierten Strebepfeilern eine spätgotische, später abgemauerte Portalnische, innen befindet sich ein spitzbogiges Trichterportal mit je zwei Baldachin-Figurennischen und einen Maßwerkschleier am Bogenrand. An der Nordwand des Langhauses steht ein Schacht mit der Wendeltreppe zur Empore und im dritten Joch zwischen zwei Strebepfeilern ein Kapellenanbau mit einem abgefasten Spitzbogenfenster wohl aus dem Anfang des 16. Jahrhunderts.
Der zweijochige Chor mit einem Fünfachtelschluss entstand 1519. Er hat bemerkenswert differenzierte Strebepfeiler, die über einem umlaufenden Kaffgesims in einem keilförmigen Querschnitt gehen und über der zweiten Abtreppung in aufgesetzten Pfeilertorsi auslaufen, abschließende Spitzgiebel schwingen zum profilierten Traufgesims ab. Es gibt zwei- und dreibahnige Maßwerkfenster, über dem südwestlichen Fenster befindet sich ein Reliefkopf wohl als Baumeisterbildnis, es gibt ein Rechteckfenster zum Dachstuhl, am südlichen Strebepfeiler befindet sich eine Sonnenuhr als steinerne Schriftrolle.
Der massive Nordturm am Chor aus der Zeit des Chorbaues hat Spitzbogen- und abgefaste Rechteckfenster und einen dreiseitigen Treppenschacht, der barocke Aufsatz des Turmes zeigt Faschen und im Glockengeschoß Pilaster und Rundbogenschallöffnungen, der Zwiebelhelm entstand 1882.
Das Kircheninnere zeigt ein barock adaptiertes Langhaus in ein nur gering eingezogenen spätgotischen Chor übergehend. Das dreijochige Langhaus ist ein hoch proportionierter Saalraum unter einer gedrückten Stichkappentonne aus 1710 auf Gurtbögen über Pfeiler- und Pilastervorlagen mit mächtigen Gebälkköpfen. Der wenig eingezogene spitzbogige profilierte Triumphbogen entstand im frühen 16. Jahrhundert. Im Westjoch steht eine kreuzgratunterwölbte Orgelempore um 1710 auf zwei Arkaden und einem spätgotischen achtseitigen Mittelpfeiler, nordseitig befindet sich ein abgefastes Rundbogenportal des spätgotischen Treppenturmes. Nordseitig gibt es im dritten Joch eine barocke Arkadenöffnung zur Kapellennische unter einer Netzrippentonne auf Trichter- und Rankenkonsolen aus dem frühen 16. Jahrhundert. Der Chor aus 1519 hat ein Netzrippengewölbe durch Rippensterne mit Rosetten- und Wappenschlusssteinen jochweise zentriert, in durch Kehlstäbe vielfach profilierte Vorlagen übergehend und das umlaufende Kaffgesims durchstoßend. Südseitig gibt es im Chor eine segmentbogige profilierte und verstäbte Sessionsnische, in einen Anbau aufgebrochen, nordseitig gibt es ein Kielbogenportal zur Turmtreppe und ein gekehltes verstäbtes Spitzbogenportal zur Sakristei im Turmerdgeschoß, das Portal ist mit Rautenbändern beschlagen, die Sakristei hat eine Netzrippengewölbe aus dem frühen 16. Jahrhundert in der unteren und oberen Sakristei.
Die Glasmalerei der Figuren entstand 1863, die gotisierende Glasmalerei im 20. Jahrhundert.

## Einrichtung
Der Hochaltar aus 1740 nimmt den Chorscheitel ein, er hat ein marmoriertes Pilasterretabel mit einem abgeschwungenen Gesims und einem verdachten Volutenauszug, er trägt die Gnadenfigur Maria mit Kind um 1460 unter einem Baldachin und die Seitenfiguren der Heiligen Josef und Leopold aus 1664, am Auszug eine Gruppe Heilige Dreifaltigkeit, im Sockel befindet sich ein Beichtstuhl, die freistehende Mensa hat einen spätgotischen Steinkern und trägt einen Tabernakel und Rokokoreliquiare.
Die Orgel mit 13 Registern baute Johann Lachmayr mit einem neobarocken Prospekt 1914, die Orgel wurde 1935 aus Linz hierher übertragen, reduziert und weist 13 Register auf.

## Grabdenkmäler
Außen
- Sandsteingrabmal mit Relief Auferstandener 1758 vom Bildhauer Bernhard Schilcher.
- Grabplatte 1610, barocke Rotmarmorgrabplatte, barocke Grabkreuze.